# 专家系统
专家系统是早期人工智能的一个重要分支，它可以看作是一类具有专门知识和经验的计算机智能程序系统，一般采用人工智能中的知识表示和知识推理技术来模拟通常由领域专家才能解决的复杂问题。
一般来说，专家系统=知识库+推理机，因此专家系统也被称为基于知识的系统。一个专家系统必须具备三要素：
1. 领域专家级知识
2. 模拟专家思维
3. 达到专家级的水準

## 概述
专家系统适合于完成那些没有公认的理论和方法、数据不精确或訊息不完整、人类专家短缺或专门知识十分昂贵的诊断、解释、监控、预测、规划和设计等任务。一般专家系统执行的求解任务是知识密集型的。
专家系统能为它的用户带来明显的经济效益。用比较经济的方法执行任务而不需要有经验的专家，可以极大地减少劳务开支和培养费用。由于软件易于复制，所以专家系统能够广泛传播专家知识和经验，推广应用数量有限的和昂贵的专业人员及其知识。
专家系统在给它的用户带来经济利益的同时，也造成失业。
专家系统的应用技术不仅代替了人的一些体力劳动，也代替了人的某些脑力劳动，有时甚至行使着本应由人担任的职能，免不了引起法律纠纷。比如医疗诊断专家系统万一出现失误，导致医疗事故，怎么样来处理，开发专家系统者是否要负责任，使用专家系统者应负什么责任，等等。

## 有效性
專家系統的有效性包括和一個理想系統或專家的性能進行比較，根據結果對知識庫和推理過程進行改進。
- 性能評價的定性方法
  1. 圖靈測試法：測試一台機器是否具有智慧的方法
  2. 敏感度分析法：對係數的變化做出反應
- 性能評價的定量方法
  1. Paired T測試
  2. T2測試
- 具有多個專家的性能評價的定量方法：討論多個專家的一致性問題，一般用關聯係數來評測專家系統能為它的用戶帶來明顯的經濟效益。用比較經濟的方法執行任務而不需要有經驗的專家，可以極大地減少勞務開支和培養費用。由於軟體易於複製，所以專家系統能夠廣泛傳播專家知識和經驗，推廣應用數量有限的和昂貴的專業人員及其知識。

## 开发工具
- CLIPS
- Prolog
- Jess
- MQL 4

## 著名的专家系统
- ExSys：第一個商用專家系統。
- Mycin：一个诊断系统，其表现出人意料的好，误诊率低達专家级水準，超過一些诊所的医生。
- Siri：一個透過辨識語音作業的專家系統，由蘋果公司收購並且推廣到自家產品內作為一個人秘書功能。